# Cao Dai
Cao Đài ([kāːw ɗâːj]?,  udtale ?, også benævnt Caodaisme) er en relativt moderne synkretistisk, monoteistisk religion, officielt etableret i Tây Ninh, det sydlige Vietnam i 1926. Caodaismen består af elementer fra konfucianismen, taoismen, buddhismen og katolicismen, og med mindre indslag fra teosofi og okkultisme. Den opstod i en af de mange vietnamesiske miljøer som var under indflydelse af den franske kultur og forlod elementerne fra sen-taoismen til fordel for moderne og vestlige former for spiritisme.
Tilhængerne engagerer sig i etiske aktiviteter såsom bøn, tilbedelse af forfædre, ikke-vold, og vegetarisme med det mål at komme op til Guds himmelrige i himlen og opnå frihed fra cyklussen af liv og død. Antallet af tilhængere i Vietnam varierer, men de fleste kilder opgiver tre millioner, mens tallet ifølge andre kilder er seks millioner. Yderligere 30,000 tilhængere (tallet kan variere), primært etniske vietnamesere, lever i USA, Europa, og Australien.